# 광양시·구례군 (2012년 선거구)
광양시·구례군은 대한민국의 옛 국회의원 선거구이다. 당시 전라남도 광양시와 구례군 지역을 관할했다.

## 역사
제19대 국회의원 선거를 앞두고 선거구 조정이 일어나면서 광양시와 구례군이 하나의 선거구를 이루게 됨에 따라 신설되었다.
제20대 국회의원 선거를 앞두고 곡성군을 편입해 광양시·곡성군·구례군 선거구를 이루면서 폐지되었다.

## 역대 국회의원
| 선거   | 정당 | 정당       | 의원   |
| ------ | ---- | ---------- | ------ |
| 2012년 |      | 민주통합당 | 우윤근 |

## 역대 선거 결과

### 대한민국 제19대 국회의원 선거
|  | 53.00% |

|  | 32.46% |

|  | 8.13% |

|  | 6.40% |